# 126 هـ
126 هـ هي سنة في التقويم الهجري امتدت مقابلةً في التقويم الميلادي بين سنتي 743 و744.

## مواليد
- عبد الرزاق الصنعاني
- مكي بن إبراهيم
- وكيع بن الجراح
- الأسود بن عامر شاذان

## وفيات
- جعفر بن بشار الأسدي
- سليمان بن حبيب المحاربي
- عبد الرحمن بن القاسم بن محمد بن أبي بكر
- عمرو بن دينار
- يزيد بن الوليد
- الوليد بن يزيد
- الكميت بن زيد
- ابن الطثرية
- ابن عائشة
- خالد بن عبد الله القسري
- معبد المغني